# Wilhelmus van Nassouwe
Ne doit pas être confondu avec De Wilhelmus.
Le Wilhelmus van Nassouwe (« Guillaume de Nassau »), familièrement Het Wilhelmus (« Le Guillaume »), est l'hymne national et royal des Pays-Bas depuis 1932.
Attesté depuis 1574, ce chant remonte aux débuts de l'insurrection des Pays-Bas contre Philippe II, dirigée par Guillaume de Nassau, prince d'Orange, dit « Guillaume le Taciturne », fondateur des Provinces-Unies en 1581 et ancêtre de la famille royale des Pays-Bas.
Seul le texte de l'hymne japonais (IXe siècle) lui est antérieur,.

## Contexte historique

### Guillaume d'Orange et les débuts de l'insurrection (1568-1584)
Proche de Charles Quint, catholique, conseiller d'État des Pays-Bas, stathouder de Hollande et de Zélande, Guillaume de Nassau (1533-1584) fait partie de l'élite sociale et politique néerlandaise au début du règne de Philippe II, souverain des Pays-Bas à partir de 1555 et roi d'Espagne à partir de 1556.
Malgré les tensions, politiques et religieuses, avec le nouveau souverain, Guillaume d'Orange hésite à s'engager dans la rébellion des années 1565-1566, la révolte des Gueux, et refuse de soutenir le mouvement de la furie iconoclaste de 1566-1567. Il choisit de s'exiler au début de 1567 ; lorsque l'arrivée du nouveau gouverneur général Ferdinand Alvare de Tolède, duc d'Albe, confirme le choix de Philippe II pour la répression à outrance, symbolisée par la condamnation à mort des conseillers d'État catholiques Egmont et Horne, il fait le choix de la lutte armée, comptant sur l'appui des princes protestants allemands et de l'Angleterre d'Élisabeth.
Son offensive de 1568 (batailles de Heiligerlee et de Jodoigne) est considérée comme le début de l'insurrection qui va aboutir en juillet 1581 à la proclamation de la déchéance de Philippe II de ses droits sur les Pays-Bas (acte de La Haye) et à la naissance des Provinces-Unies, les sept provinces du nord libérées de la présence de l'armée de Philippe II.
L'année 1584 est marquée par l'assassinat de Guillaume d'Orange et par la mort de François de Valois, souverain choisi par les États généraux pour remplacer Philippe II. Ils décident alors de faire des Provinces-Unies une république, dans laquelle la famille d'Orange-Nassau joue cependant un rôle de premier plan. Cette république est reconnue par le roi d'Espagne en 1648 (traité de Münster).

### La composition duWilhelmus
Le Wilhelmus aurait été composé entre 1569 et 1572.

## Philologie

### Les plus anciennes attestations
Le texte du Wilhelmus est édité avec d'autres « chansons de Gueux ». Le plus ancien recueil existant incluant ce texte, conservé à la Bibliothèque nationale de France, daterait de 1578.[réf. nécessaire].

### Le titre

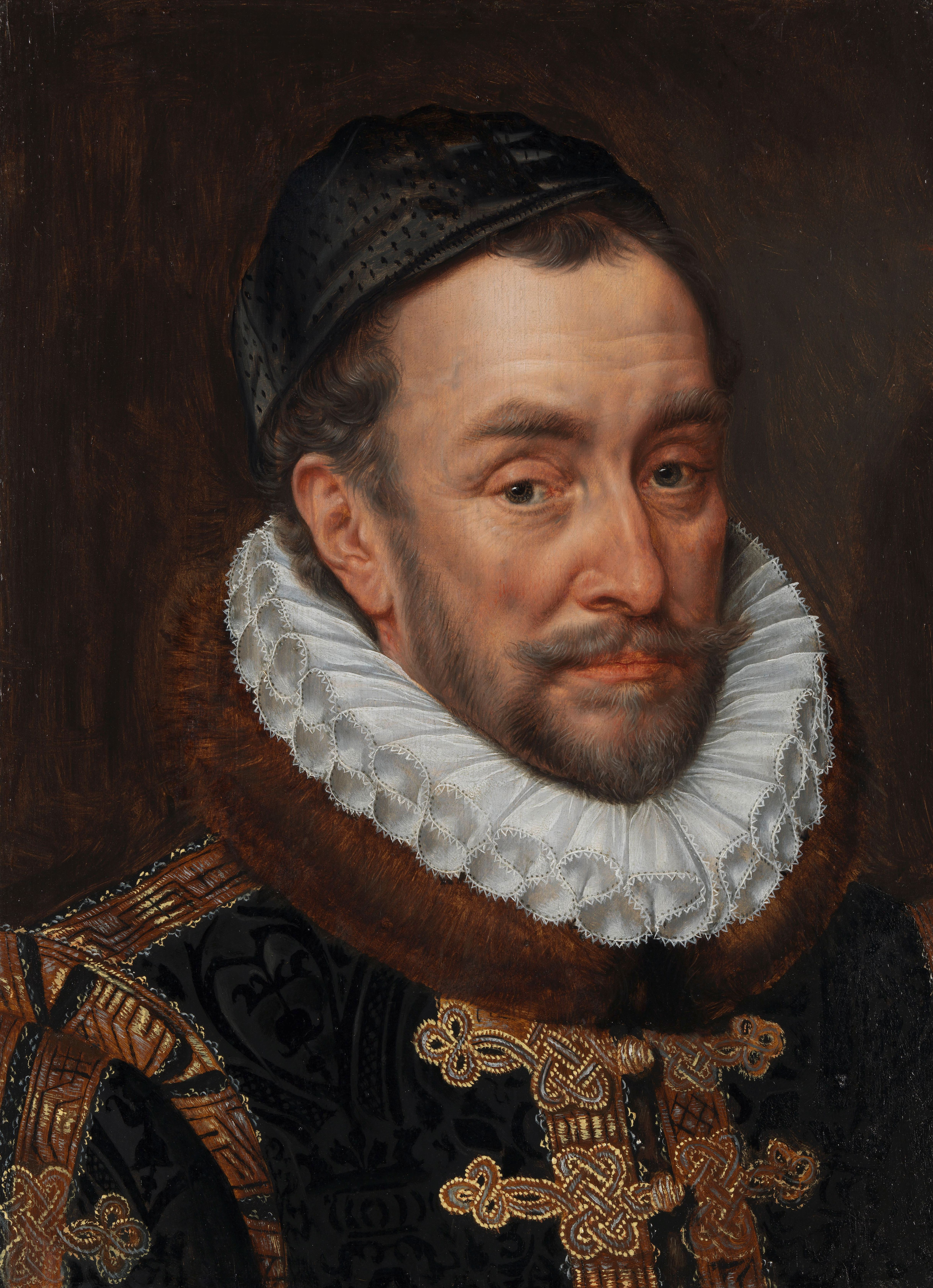
Portait de Guillaume de Nassau par Adriaen Thomasz Key.

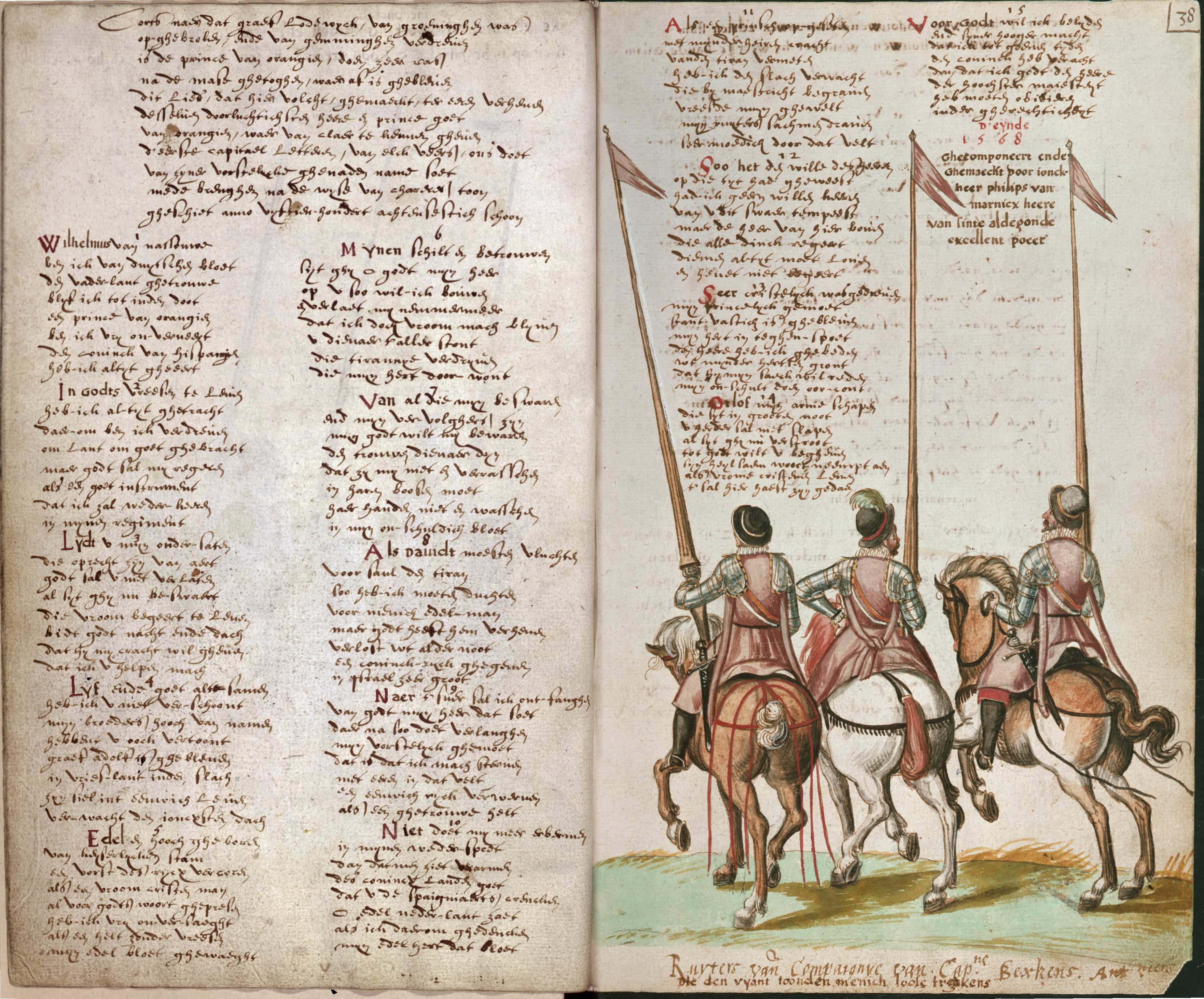
Manuscrit de la plus ancienne version écrite du Wilhelmus (vers 1570 ; coll. de la Bibliothèque royale de Belgique).

Le titre, qui correspond au premier vers du chant, est souvent abrégé en Het Wilhelmus (Le Guillaume).
Il mélange le latin (Wilhelmus est une forme latinisée de l'allemand Wilhelm, en néerlandais Willem) et le néerlandais (van Nassouwe).

### L'acrostiche WILLEM VAN NASSOV
Les premières lettres des quinze couplets forment un acrostiche : « WILLEM VAN NASSOV » (« WILLEM VAN NAZZOV » en néerlandais moderne), c'est-à-dire « Guillaume de Nassau ».

### La musique
La mélodie s'inspirerait de chants antérieurs, en particulier Ô la folle entreprise du prince de Condé !, un chant militaire, populaire en France vers 1569, aussi connu comme l'Air de Chartres ou la Marche du Prince, au sujet du siège de Chartres par Louis Ier de Bourbon, prince de Condé, lors de la deuxième guerre de religion. Il est attribué au catholique Christophe de Bordeaux.
Sa mélodie a été reprise par Adriaen Valerius (ca 1570-1625), lorsqu'il a édité les « chansons de gueux » de l'insurrection.
Un arrangement a été réalisé en 1932 par Walther Boer (nl). C'est aujourd'hui la version officielle de l'hymne.

### Le texte
L'auteur des paroles n'est pas connu avec certitude.
Elles ont d'abord été attribuées à Dirck Volkertszoon Coornhert.
Parmi les auteurs à qui on a attribué les paroles, on trouve Philippe de Marnix (ca 1540-1598), un proche de Guillaume d'Orange dans les années 1570, et Balthazar Houwaert (1525-ca 1578).
Partant d'analyses stylométriques, un groupe de philologues les attribue à Petrus Dathenus (1531-1588).

### Version en français de 1582
Il existe aussi une version française, due à un poète originaire de Tournai, Gabriel Fourmennois.
Le texte de Fourmennois forme aussi un acrostiche : GVILAME DE NASSAU.

## Destin de l’œuvre

### Avant 1932
En 1765, Mozart, âgé de neuf ans, entend le Wilhelmus.
Il l'utilise ensuite comme thème de ses Sept Variations sur le Wilhelmus (KV 25), composées en 1765 et 1766.

### En tant qu'hymne national
Le Wilhelmus devient l'hymne officiel des Pays-Bas sous le règne de Wilhelmine, en vertu d'un décret du 10 mai 1932 remplaçant Wien Neêrlands bloed (nl), hymne néerlandais depuis 1815.
L'apprentissage de l'hymne n'est pas obligatoire dans les écoles, bien que cela soit l'objet de débats politiques. Certaines écoles font le choix de l'enseigner.
La version de Gabriel Fourmennois est populaire dans les cercles orangistes des régions francophones de Belgique et du Luxembourg

### Version luxembourgeoise

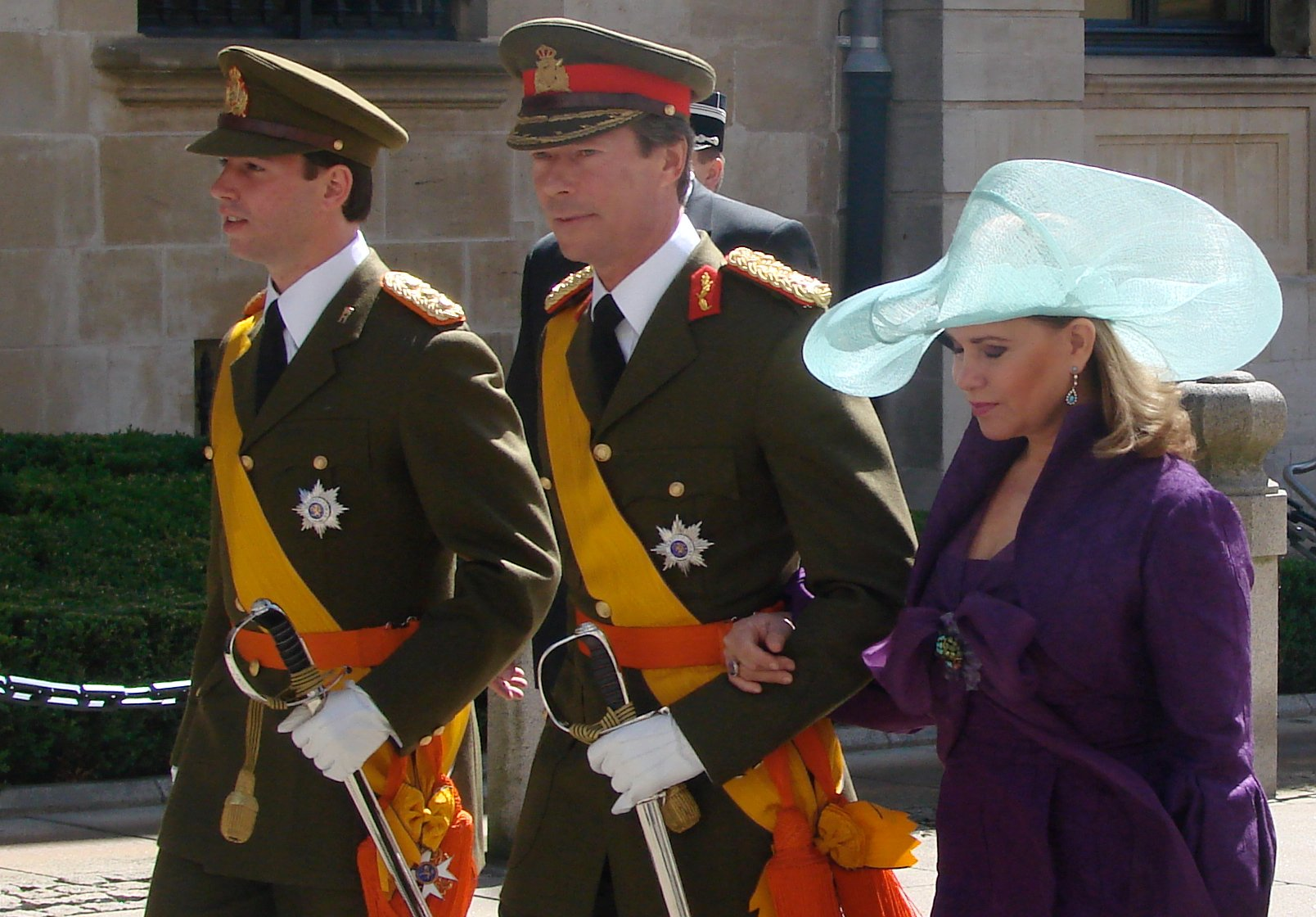
La version luxembourgeoise intitulée De Wilhelmus, est toujours l'hymne du Grand-duc de Luxembourg, qui était, jusqu'à Guillaume III, également le roi des Pays-Bas (ici le Grand-duc Henri et la grande-duchesse María Teresa avec leur fils, le Grand-duc héritier Guillaume).

Une variante du Wilhelmus existe au Luxembourg en tant qu'« hymne du Grand-duc », joué lors de l'entrée et de la sortie des membres de la famille Grand-Ducale à l'occasion de cérémonies officielles. Il possède le même titre et les mêmes origines que le Wilhelmus néerlandais. En effet, lors de la création du Grand-duché de Luxembourg et du Royaume uni des Pays-Bas par le congrès de Vienne en 1815, les deux territoires forment une union personnelle, puisqu'ils ont le même souverain, à savoir Guillaume Ier de la maison d'Orange-Nassau, qui est à la fois le premier grand-duc de Luxembourg et le roi des Pays-Bas. Il est propriétaire du Grand-duché à titre privé et héréditaire, le territoire n'étant, dès lors, pas officiellement un pays à proprement parler. Cette situation perdure jusqu'à la mort de Guillaume III sans héritier mâle en 1890, consacrant de facto l'indépendance du Luxembourg, qui se dote alors d'un hymne national, intitulé Ons Heemecht (« Notre Patrie »). Toutefois, les luxembourgeois demeurant très attachés à leurs traditions et à leurs souverains, conservent une variante du Wilhelmus comme hymne du Grand-duc et, dès 1919, des paroles officielles en luxembourgeois sont composées par Nicolas Welter.
Si le titre, Wilhelmus, trouve toujours ses origines dans la traduction française du prénom « Guillaume », en référence initiale à Guillaume Ier d'Orange-Nassau, la version luxembourgeoise se différencie de la néerlandaise par la préposition « de » en luxembourgeois à la place du « het » néerlandais. Outre les paroles et l'utilisation, le ton et le tempo sont également différents. Selon le musicologue néerlandais Friedrich Kossmann (nl), le Wilhelmus luxembourgeois tient ses origines d'une variante mentionnée pour la première fois en 1709 et désignée à l'époque encore en néerlandais comme « nieuwe wijs ». 

## Le texte duWilhelmus

### Analyse
Le chant se présente comme une suite de paroles énoncées par le prince d'Orange lui-même.
Le texte et la mélodie de la chanson sont remarquablement paisibles pour un chant composé dans le cadre d'une insurrection. Dans le recueil de chants des gueux (Geuzenliedboek), il est d'ailleurs qualifié comme « nouveau chant chrétien ».
On peut remarquer les deux derniers vers de la première strophe : « le Roi d'Espagne / j'ai toujours honoré », indiquant que Guillaume ne s'est pas révolté le coeur léger.
On peut aussi remarquer que Guillaume se présente comme « un prince allemand » : la maison de Nassau était allemande et, d'autre part, les Pays-Bas de Philippe II faisaient encore partie du Saint-Empire, dans le cadre spécifique du cercle de Bourgogne.